# Storkowo, Hạt Szczecinek
Storkowo [stɔrˈkɔvɔ] (trước đây là Storkow của Đức) là một ngôi làng thuộc khu hành chính của Gmina Grzmiąca, thuộc hạt Szczecinek, West Pomeranian Voivodeship, phía tây bắc Ba Lan. Nó nằm khoảng 6 kilômét (4 mi)   về phía đông nam Grzmiąca, 17 km (11 mi) về phía tây bắc của Szczecinek, và 132 km (82 mi) về phía đông của thủ đô khu vực Szczecin.
Trước năm 1945, khu vực này là một phần của Đức. Đối với lịch sử của khu vực, xem Lịch sử của Pomerania.
Ngôi làng có dân số 150 người.